# Declaración de Taskent
La Declaración de Taskent fue un acuerdo de paz entre India y Pakistán firmado el 10 de enero de 1966 que resolvió la guerra indo-pakistaní de 1965. La paz se había logrado el 23 de septiembre por la intervención de las potencias externas que empujaron a las dos naciones al alto el fuego, por temor a que el conflicto se intensificara y atrajera a otras potencias.

## Contexto
La reunión se celebró en Taskent, en la República Socialista Soviética de Uzbekistán, Unión Soviética (actual Uzbekistán), del 4 al 10 de enero de 1966, para tratar de crear una solución más permanente.
Los soviéticos, representados por el primer ministro Alekséi Kosyguin, moderaron entre el primer ministro indio Lal Bahadur Shastri y el presidente pakistaní Muhammad Ayub Khan.

## Declaración y consecuencias
Se emitió una declaración que se esperaba fuera un marco para una paz duradera en la que se afirmaba que las fuerzas indias y pakistaníes se retirarían a sus posiciones anteriores al conflicto, sus líneas previas a agosto, a más tardar el 25 de febrero de 1966; ninguna de las dos naciones interferiría en los asuntos internos de la otra; se restablecerían las relaciones económicas y diplomáticas; habría un traslado ordenado de los prisioneros de guerra, y ambos líderes trabajarían para mejorar las relaciones bilaterales. 
El acuerdo fue criticado en ambos países ya se esperaban más concesiones del bando opuesto de las que finalmente se obtuvieron. Según lo previsto en la Declaración de Taskent, las conversaciones a nivel ministerial se celebraron el 1 y 2 de marzo de 1966. A pesar de que estas conversaciones fueron improductivas, el intercambio diplomático continuó durante la primavera y el verano. No se obtuvieron resultados de estas conversaciones, ya que hubo una diferencia de opinión sobre el tema de Cachemira.
En la India, el acuerdo fue criticado porque no contenía un pacto de no beligerancia ni ninguna renuncia a la guerra de guerrillas en Cachemira. Tras la firma del acuerdo, el primer ministro indio Lal Bahadur Shastri murió misteriosamente en Taskent. La repentina muerte de Shastri ha dado lugar a persistentes teorías conspirativas de que fue envenenado. El gobierno indio se ha negado a desclasificar un informe sobre su muerte alegando que esto podría perjudicar a las relaciones exteriores, causar trastornos en el país y una violación de los privilegios parlamentarios.
La noticia de la Declaración de Taskent conmocionó al pueblo de Pakistán. Las cosas empeoraron aún más cuando Ayub Khan se negó a hacer comentarios y se aisló en lugar de anunciar las razones para la firma del acuerdo. Las manifestaciones y los disturbios estallaron en varios lugares de Pakistán. Para disipar la ira y los recelos populares, Ayub Khan decidió poner el asunto ante el pueblo dirigiéndose a la nación el 14 de enero de 1966. Fueron las diferencias sobre la Declaración de Taskent, las que finalmente llevaron al cese de Zulfikar Ali Bhutto del gobierno de Ayub, quien más tarde creó su propio partido, llamado Partido Popular de Pakistán. Aunque Ayub Khan pudo satisfacer los recelos del pueblo, la Declaración de Taskent dañó enormemente su imagen y fue uno de los factores que llevaron a su caída. Esto llevó a la renuncia del presidente Ayub Khan, quien invitó al jefe del ejército, el general Yahya Khan, a hacerse cargo del gobierno central.